# Équipe de Palestine mandataire de football
Maillots
L'équipe de Palestine mandataire de football, également connue sous le nom l'équipe d'Eretz Israël de football, représentait la Palestine mandataire dans les compétitions internationales de football et était gérée par la fédération de Palestine mandataire de football.
L'équipe a été fondée en 1928 par Yosef Yekutieli, dirigeant de l'organisation sportive juive Maccabi World Union, sous la nouvelle Association palestinienne de football, ainsi nommée afin de se qualifier pour devenir membre de la FIFA (ce qui exigeait que les équipes soient représentatives de la population de leur pays). Elle est devenue membre de la FIFA en 1929, bien qu'elle soit en pratique une organisation presque exclusivement juive à une époque où les Juifs représentaient une minorité de la population du pays. En 1934, tous les Arabes impliqués dans l'organisation partirent, considérant qu'ils étaient utilisés comme une « feuille de vigne ».
L'équipe jouait au stade Maccabiah, au Maccabi moulu et au Sol des palmiers, tous trois situés à Tel Aviv-Jaffa. La Palestine obligatoire a disputé cinq matchs officiels (quatre éliminatoires de la coupe du monde et un match amical), avant de devenir officiellement l'équipe d'Israël de football en 1948.

## Histoire

### 1917-1923: contexte historique
La zone du mandat de la Société des Nations pour la Palestine a fait partie de l'empire ottoman pendant des siècles jusqu'à la Première Guerre mondiale. En 1917, sur le front palestinien, le royaume-uni a conquis et occupé la région de palestine. Lors de la conférence de san remo en avril 1920, la Palestine des deux côtés du Jourdain fut attribuée.
Initialement, le mandat émanait du conseil suprême de guerre allié ; le 24 juillet 1922, la société des nations ratifiait le mandat de « créer un foyer national pour le peuple juif en Palestine, garanti par le droit public ». La zone du mandat de la Société des Nations comprenait à l'origine ce qui est aujourd'hui Israël, la bande de gaza, la cisjordanie et ce qui est aujourd'hui la jordanie, qui a été séparée du reste de la zone le 25 mars 1923 sous le nom de transjordanie.

### 1924-1933: création de l'association nationale
À la fin de 1924, l'Association de football Maccabi est fondée, mais ne comprend pas les équipes britanniques et palestiniennes ni les clubs de l'Hapoël. La popularité croissante du football a conduit l'Association de football Maccabi à soumettre une candidature à la FIFA en 1925 à l'initiative de Yosef Yekutieli. Cependant, cette proposition a été rejetée au motif qu’une association de football reconnue sur le territoire d’Eretz Israël doit inclure toutes les ethnies, y compris les Britanniques, les arabes et les juifs.
En mars et mai 1928, deux comités furent formés avec des membres issus de plusieurs groupes de population. Le 14 août 1928, la réunion fondatrice de l'Association de football d'Eretz Israël (EIFA) eut finalement lieu à jérusalem ; Onze hommes ont participé à la rencontre pour le Maccabi, trois hommes pour l'Hapoel et un homme représentant les Arabes. Les Britanniques n'ont pas participé à la fondation de l'association, mais l'ont rejoint plus tard. Après sa création, la Fédération de football d'Eretz Israël a de nouveau demandé son adhésion à la FIFA. Celui-ci accepta l'association, qui représentait désormais tous les groupes de population de la région, comme membre provisoire en décembre 1928. Le 17 mai 1929, l'association fut acceptée comme membre permanent de la FIFA. Néanmoins, des divergences majeures entre le Maccabi et l'Hapoel ont continué d'exister au sein de l'Association de football d'Eretz Israël.

### 1934-1937: première tentative de qualification pour la coupe du monde
En 1934, l'équipe de Palestine mandataire a participé aux éliminatoires de la coupe du monde la même année. Dans le groupe 12, qui réunissait des équipes du Moyen-Orient, elle a affronté l'Égypte en mars et avril. Le groupe devait initialement inclure la Turquie, mais celle-ci a retiré son équipe avant le début des éliminatoires.

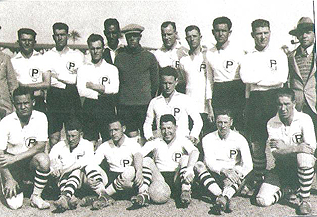
L'équipe de Palestine mandataire lors de sa tournée en Egypte en 1931.

Bien qu’à cette époque environ 75 % de la population palestinienne soit arabe, l’Assemblée nationale était dirigée par des Juifs sionistes, qui ne laissaient pas la parole aux Arabes. Cela se reflète également dans le fait que l'équipe nationale était entraînée par le juif d'origine polonaise Shimon Ratner, qui a immigré en Palestine après sa carrière de joueur à SC Hakoah Vienne. Tous les joueurs utilisés en 1934 sont nés en dehors du mandat britannique de Palestine et ont joué au niveau des clubs du maccabi hashmonaim jérusalem, de l'Hapoël Haïfa ou du Hakoah Tel-Aviv.
Avant les matches internationaux, l'hymne sioniste hatikvah, qui sert toujours d'hymne national à Israël, était joué, ainsi que god save the king, l'hymne national de la puissance coloniale britannique. N'ayant aucune chance d'être appelés en équipe nationale, les Arméniens, les Arabes et les chrétiens arabes ont boycotté l'association et fondé une fédération rivale, l'Association générale palestinienne des sports (PSA). Cela est resté en place jusqu’au début du soulèvement arabe en 1936.
Le 16 mars 1934, le premier match international de l'équipe de Palestine mandataire a eu lieu au stade de l'armée britannique au caire. Le match de qualification pour la coupe du monde contre l'Égypte devant 13 000 spectateurs a été arbitré par l'Anglais Stanley Wells et s'est terminé par une nette défaite (1-7). L'Égypte menait déjà (4-0) en première mi-temps. Le premier buteur palestinien a été Avraham Nudelman. Trois semaines plus tard, le 6 avril, les deux équipes se sont rencontrées lors du match retour au stade Hapoel Tel Aviv. L'arbitre du match, qui s'est déroulé devant 800 spectateurs, était l'Anglais Frederick John Goodsby. Après que la Palestine mandataire ait été mené à nouveau par (0-4) en première mi-temps, ils ont réussi à réduire le score final à (1-4) en seconde période. Avec deux défaites et une différence de buts de (2-11), l'équipe de Palestine mandataire ne s'est pas qualifiée pour la coupe du monde 1934 en Italie.

### 1938-1940: Deuxième tentative de qualification pour la coupe du monde et match amical
L'équipe nationale a affronté la Grèce au premier tour des éliminatoires de la coupe du monde 1938. Après (1-3) à Tel Aviv-Jaffa et (0-1) à Athènes, l'équipe n'a pas réussi à se qualifier pour la coupe du monde 1938. Le 22 janvier 1940, l'équipe de Palestine mandataire a joué son seul match amical et en même temps le dernier. match international de son histoire. Il y a eu une victoire (5-1) contre le Liban, ce qui était la seule victoire par points de l'équipe nationale.

## Coupe du monde
| Coupe du monde | Coupe du monde | Coupe du monde | Coupe du monde | Coupe du monde | Coupe du monde | Coupe du monde | Coupe du monde | Coupe du monde |              | Qualifications pour la coupe du monde | Qualifications pour la coupe du monde | Qualifications pour la coupe du monde | Qualifications pour la coupe du monde | Qualifications pour la coupe du monde | Qualifications pour la coupe du monde |
| Année          | Résultat       | Class.         | J              | G              | N              | P              | Bp             | Bc             | J            | G                                     | N                                     | P                                     | Bp                                    | Bc                                    |                                       |
| 1930           | Non inscrite   | Non inscrite   | Non inscrite   | Non inscrite   | Non inscrite   | Non inscrite   | Non inscrite   | Non inscrite   | Non inscrite | Non inscrite                          | Non inscrite                          | Non inscrite                          | Non inscrite                          | Non inscrite                          |                                       |
| 1934           | Non qualifiée  | Non qualifiée  | Non qualifiée  | Non qualifiée  | Non qualifiée  | Non qualifiée  | Non qualifiée  | Non qualifiée  | 2            | 0                                     | 0                                     | 2                                     | 2                                     | 11                                    |                                       |
| 1938           | Non qualifiée  | Non qualifiée  | Non qualifiée  | Non qualifiée  | Non qualifiée  | Non qualifiée  | Non qualifiée  | Non qualifiée  | 2            | 0                                     | 0                                     | 2                                     | 1                                     | 4                                     |                                       |
| Total          | n/a            | 0/3            | 0              | 0              | 0              | 0              | 0              | 0              | 4            | 0                                     | 0                                     | 4                                     | 3                                     | 15                                    |                                       |

## Résultats
| Date            | Lieu      | Adversaire | Score | Compétition                              |
| --------------- | --------- | ---------- | ----- | ---------------------------------------- |
| 16 mars 1934    | Le Caire  | Égypte     | 1 - 7 | Qualification pour la Coupe du Monde1934 |
| 6 avril 1934    | Jérusalem | Égypte     | 1 - 4 | Qualification pour la Coupe du Monde1934 |
| 22 janvier 1938 | Tel Aviv  | Grèce      | 1 - 3 | Qualification pour la Coupe du Monde1938 |
| 20 février 1938 | Athènes   | Grèce      | 0 - 1 | Qualification pour la Coupe du Monde1938 |
| 27 avril 1940   | Tel Aviv  | Liban      | 5 - 1 | Match amical                             |